# Chantal Jouvhomme
Chantal Jouvhomme (* 7. Juli 1952 in Paris; † 23. Mai 2003 in Aurillac) war eine französische Leichtathletin, die sich auf den Mittelstreckenlauf spezialisiert hatte.

## Sportliche Laufbahn
Erste internationale Erfahrungen sammelte Chantal Jouvhomme vermutlich im Jahr 1970, als sie bei den Junioreneuropameisterschaften in Paris in 2:08,38 min den sechsten Platz im 800-Meter-Lauf belegte. 1973 schied sie bei den Halleneuropameisterschaften in Rotterdam mit 55,09 s im Halbfinale im 400-Meter-Lauf aus und gewann mit der französischen 4-mal-360-Meter-Staffel in 3:11,20 min gemeinsam mit Colette Besson, Chantal Leclerc und Nicole Duclos die Silbermedaille hinter dem Team aus der Bundesrepublik Deutschland. Zudem schied sie im selben Jahr bei der Sommer-Universiade in Moskau mit 56,11 s in der ersten Runde über 400 Meter aus. 1975 kam sie bei den Halleneuropameisterschaften in Katowice über 800 Meter mit 2:13,9 min nicht über den Vorlauf hinaus und im September belegte sie bei den Studentenweltspielen in Rom in 2:06,69 min den sechsten Platz. 1977 schied sie bei der Sommer-Universiade in Sofia mit 2:07,6 min im Vorlauf über 800 Meter aus und trat daraufhin nicht mehr international in Erscheinung.
1971 wurde Jouvhomme französische Meisterin im 800-Meter-Lauf.